# Вікнинська сільська рада (Катеринопільський район)
Ві́книнська сільська́ ра́да — адміністративно-територіальна одиниця та орган місцевого самоврядування в Катеринопільському районі Черкаської області. Адміністративний центр — село Вікнине.

## Загальні відомості
- Населення ради: 1 073 особи (станом на 2001 рік)

## Населені пункти
Сільській раді були підпорядковані населені пункти:
- с. Вікнине
- с. Грушківка

## Склад ради
Рада складалася з 16 депутатів та голови.
- Голова ради: Батора Юрій Андрійович
- Секретар ради: Шарко Любов Анатоліївна

### Керівний склад попередніх скликань
| Прізвище, ім'я, по батькові | Основні відомості                                                         | Дата обрання | Дата звільнення |
| --------------------------- | ------------------------------------------------------------------------- | ------------ | --------------- |
| Батора Юрій Андрійович      | Сільський голова, 1962 року народження, освіта вища, безпартійний         | 26.03.2006   | 31.10.2010      |
| Батора Юрій Андрійович      | Сільський голова, 1962 року народження, освіта вища, член Партії регіонів | 31.10.2010   |                 |

Примітка: таблиця складена за даними сайту Верховної Ради України

### Депутати
За результатами місцевих виборів 2010 року депутатами ради стали:

#### За суб'єктами висування
| Суб'єкт висування | Кількість обраних депутатів | %   |
| ----------------- | --------------------------- | --- |
| Самовисування     | 16                          | 100 |

#### За округами
| № округу | Прізвище, ім'я, по батькові     | Дата визнання обраним | Освіта             | Партійна приналежність                        | Відомості про обраного депутата                                           |
| -------- | ------------------------------- | --------------------- | ------------------ | --------------------------------------------- | ------------------------------------------------------------------------- |
| 1        | Гень Людмила Олексіївна         | 02.11.2010            | середня спеціальна | член Партії регіонів                          | Вікнинська загальноосвітня школа І-ІІІ ст., техпра-цівниця                |
| 2        | Гень Сергій Володимирович       | 02.11.2010            | вища               | член Партії регіонів                          | Вікнинська загальноосвітня школа І-ІІІ ст., вчитель фізичної культури     |
| 3        | Бондаренко Зухра Сатпеківна     | 02.11.2010            | середня спеціальна | член Партії регіонів                          | тимчасово не працює                                                       |
| 4        | Шарко Марія Володимирівна       | 02.11.2010            | середня спеціальна | член Партії регіонів                          | Вікнинська загальноосвітня школа І-ІІІ ст., техпрацівниця                 |
| 5        | Кураш Тетяна Іванівна           | 02.11.2010            | середня спеціальна | член Партії регіонів                          | Дошкільно — навчальний заклад " Зірочка ", кухар                          |
| 6        | Семерик Павло Володимирович     | 02.11.2010            | середня            | член Партії регіонів                          | Опікун дитини-інваліда                                                    |
| 7        | Надельнюк Сергій Володимирович  | 02.11.2010            | середня спеціальна | член Всеукраїнського об'єднання «Батьківщина» | Фермерське господарство « Гончар О. А.»., мельник                         |
| 8        | Авраменко Наталія Володимирівна | 02.11.2010            | вища               | член Партії регіонів                          | Вікнинська загальноосвітня школа І-ІІІ ст., вчитель обслуговуючої праці   |
| 9        | Пургін Людмила Вікторівна       | 02.11.2010            | середня спеціальна | член Партії регіонів                          | Фельдшерський пункт с. Вікнине, молодша медична сестра (санітарка)        |
| 10       | Шарко Любов Анатоліївна         | 02.11.2010            | вища               | член Партії регіонів                          | Вікнинська сільська рада, секретар виконкому                              |
| 11       | Цимбал Лілія Володимирівна      | 02.11.2010            | середня спеціальна | член Партії регіонів                          | Дошкільно — навчальний заклад " Зірочка ", робітник по ремонту            |
| 12       | Гах Галина Іванівна             | 02.11.2010            | середня спеціальна | позапартійна                                  | Управління праці та соціального захисту населення., соціаль-ний працівник |
| 13       | Гончар Анатолій Савович         | 02.11.2010            | вища               | позапартійний                                 | Фермерське господарст-во"Гончар О. А.", директор                          |
| 14       | Байдалінов Юрій Володимирович   | 02.11.2010            | вища               | член Партії регіонів                          | Веде особисте селянське господарст-во                                     |
| 15       | Гирич Ірина Миколаївна          | 02.11.2010            | середня спеціальна | член Партії регіонів                          | Вікнинська сільська рада, прибиральниця службових приміщень               |
| 16       | Надельнюк Олена Василівна       | 02.11.2010            | середня            | член Партії регіонів                          | Товарист-во Червоного Хреста, молодша патронажна сестра милосердя         |